# SV Stern Britz
Der SV Stern Britz 1889 e. V., kurz SV Stern Britz oder einfach nur Stern Britz, ist ein Sportverein aus dem Berliner Ortsteil Britz im Bezirk Neukölln. Am bekanntesten sind die Abteilungen Fußball und Cheerleading/Cheerdance. Der Club steht in direkter Nachfolge zum Berliner FC Stern 1889, der zu den Gründungsvereinen des Deutschen Fußball-Bundes gehört.

## Geschichte

### Fußball
Der SV Stern Britz wurde im Jahr 1889 unter der Bezeichnung Berliner FC Marbert gegründet, vollzog aber noch im Gründungsjahr eine Umbenennung in Berliner FC Stern 1889. Im Jahr 1891 war man Gründungsmitglied des Deutschen Fußball- und Cricket Bundes und spielte von 1891/92 bis 1896/97 in der Ersten Klasse. Im Januar 1900 zählte der Verein zu den Gründungsvereinen des DFB. Die damaligen Spiele wurden auf dem Tempelhofer Feld ausgetragen.
Nach 1900 agierte der Club in der Meisterschaft des Verbandes Berliner Ballspielvereine, konnte sich aber nur 1901/02 und 1907/08 jeweils eine Saison lang in der höchsten Klasse halten und stieg sofort wieder ab. In der Folgezeit spielte man bis 1945 keine Rolle im höherklassigen Fußball mehr, etwaige Teilnahmen an der Gauliga Berlin-Brandenburg fanden nicht statt.
Im Jahr 1945 wurde der Club aufgelöst. Eine sofortige Neugründung und Teilnahme zur Stadtliga Berlin wurde nicht vollzogen, erst 1950 trat man unter der Bezeichnung Neuköllner FC Stern wieder in Erscheinung. Der NFC Stern spielte im Gegensatz zu den Lokalrivalen NSC Südstern-Azur bzw. Neuköllner Sportfreunde nicht mehr im höherklassigen Fußball West-Berlins.
1973 vollzog der NFC Stern eine Fusion mit der SpVgg. Britz-Süd 49 zum SV Stern Britz. 2022 hat man die Landesliga als Tabellenzweiter abgeschlossen, wodurch sich der Verein zur Relegation um den Aufstieg in die Berlin-Liga qualifizierte. Dort scheiterte man jedoch am Zweiten der Staffel 1, dem BFC Preussen. Ein Jahr später stiegen die Sterne 2023 als Meister in die Berlin-Liga auf, allerdings 2024 bereits wieder in die Landesliga ab.

### Cheerleading
Die Bright Stars Berlin waren früher die Cheerleaderinnen des American-Football-Teams Berlin Thunderbirds und waren dann bis Ende 2023 die Cheerleading-Abteilung des SV Stern Britz 1889 e.V. Sie sind unter anderem mehrfacher Deutscher- und Europameister.